# Fimbristylis eichleriana
Fimbristylis eichleriana är en halvgräsart som beskrevs av Ethirajalu Govindarajalu. Fimbristylis eichleriana ingår i släktet Fimbristylis och familjen halvgräs. Inga underarter finns listade i Catalogue of Life.